# Ballet Shoes
Ballet Shoes ist das bekannteste Werk von Mary Noel Streatfeild. Das als Klassiker der englischen Kinder- und Jugendliteratur des 20. Jahrhunderts geltende Buch um den Lebensweg der drei Waisenkinder Pauline, Petrova und Posy erschien erstmals 1936. Im März 2009 erschien „Ballettschuhe“ erstmals in deutscher Sprache im Carlsen Verlag.

## Handlung
Ballet Shoes handelt von den drei adoptierten Schwestern Pauline, Petrova und Posy Fossil. Jede von ihnen wurde als Baby von Matthew Brown (genannt Großonkel Matthew oder auch Gom), einem älteren Geologen und Professor, während seiner Weltreisen entdeckt und zu seiner Großnichte Sylvia und ihrem Kindermädchen Nana nach Hause geschickt.
Gom bereitet eine mehrjährige Expedition vor und stellt deshalb für die Familie finanzielle Mittel für fünf Jahre bereit. Jedoch ist er, anders als geplant, nach der veranschlagten Reisezeit noch nicht zu Hause angekommen, und die Gelder der Familie gehen zur Neige. Auf Grund dessen müssen Sylvia und Nana Mieter in ihr Haus aufnehmen, um die täglichen Ausgaben zu decken. Der enge Kontakt zu den Mietern ist den Kindern später von Nutzen. Mieter sind Mr. und Mrs. Simpson, Betreiber einer Autowerkstatt, Dr. Jakes und Dr. Smith, zwei Professoren, die die Schulausbildung der Kinder übernehmen, nachdem Sylvia nicht länger die Schulgebühren bezahlen kann, und Miss Thea Dane, eine Tanzlehrerin, die den Kindern die Möglichkeit bereitet, Tanzen zu lernen und auf der Bühne zu trainieren.
Als die Kinder heranwachsen, beginnen sie ihre eigenen Talente zu entwickeln, und suchen Tätigkeiten, um den Haushalt der Familie finanziell zu unterstützen. Pauline wird eine gefragte Bühnen- und Filmschauspielerin. Petrova tritt ebenfalls auf der Bühne auf, hält aber an ihrem Traum fest, eines Tages Flugzeuge zu fliegen. Posy, obwohl sie am Ende des Buches immer noch zu jung ist, um auf der Bühne zu spielen, entwickelt sich zu einer exzellenten Balletttänzerin. Die drei Schwestern sind inspiriert und beflügelt von ihrem häufig wiederholten Spruch „um unsere Namen in die Geschichtsbücher zu bekommen, weil es unser eigener ist und niemand sagen kann, dass es wegen unserer Großväter sei“. Das Buch endet, während die Protagonisten noch Teenager sind und ihre Zukunft unklar ist. Es zeichnet sich aber ab, dass sie wohl erfolgreich werden.

## Personen
- Gom Großonkel Matthew Brown, ein älterer Geologe und Professor, der die drei Schwestern während seiner Reisen findet.
- Sylvia Brown Goms Großnichte, bei den Mädchen bekannt als „Garnie“, Abkürzung für engl. Guardian (dt. Vormund).
- Nana Alice Gutheridge, Sylvias Kindermädchen und später Vormund, nachdem Sylvia als Kind verwaist war. Von Familie und Freunden „Nana“ genannt.
- Pauline Fossil Die um zwei Jahre älteste Schwester, aus einem Schiffswrack gerettet. Eine talentierte Schauspielerin und große Schönheit.
- Petrova Fossil Die mittlere Schwester, adoptiert von einem jungen russischen Paar, das in Russland starb. Petrova ist hart arbeitend und sorgfältig, interessiert sich jedoch nur für Motoren, Flugzeuge und Automobile.
- Posy Fossil Die um zwei Jahre jüngste Schwester. Gom ließ sie als Baby in dem Korb mit einem Paar Ballettschuhe durch einen Boten nach Hause bringen. Ihre Mutter, eine Tänzerin, ist vielleicht noch am Leben, da es heißt, 'sie hatte keine Zeit für Babys'. Posy wird als Kind mit einem großen Tanztalent betrachtet, jedoch ist sie am Buchende noch zu jung, um auf der Bühne aufzutreten.
- Dr. Jakes und Dr. Smith Mieter. Zwei Professoren der Literatur bzw. Mathematik im Ruhestand. Sie bieten an, die Kinder zu unterrichten.
- Mr. und Mrs. Simpson Mieter. Mr. Simpson ist insbesondere freundlich zu Petrova, da er ein Auto von Citroën sowie eine Autowerkstatt besitzt und Petrova sehr daran interessiert ist. In der 2007er Verfilmung durch die BBC wurde Mrs. Simpsons Person ausgelassen, so dass Mr. Simpson als Liebesinteresse von Sylvia dienen konnte.
- Miss Theo Dane Die letzte Mieterin. Eine Tanzlehrerin an der „Children's Academy of Dancing and Stage Training“.
- Madame Fidolia Eine russische Primaballerina des alten Russischen Reichs im Ruhestand. Nun Leiterin der „Children's Academy of Dancing and Stage Training“. Sie ist Posys Lehrerin und Mentorin.
- Winifred Eine Mitschülerin an der „Children's Academy“. Obwohl sie als die beste Schülerin dargestellt wird, verliert sie oft wichtige Rollen aufgrund ihres Aussehens und unpassender Kleidung, ein Resultat der Armut ihrer Familie. Winifred ist gleichzeitig Freundin und Rivalin von Pauline.

## Künstlerische Adaption

### Verfilmungen
- 1975: Verfilmung von Ballet Shoes als sechsteilige englische Fernsehserie durch die BBC. Sie gewann als außergewöhnliches Fernsehereignis für Kinder den Emmy.
- 2007: Fernsehfilm produziert von der BBC, in dem unter anderem Emma Watson und Richard Griffiths Hauptrollen übernahmen.

### Hörbücher
Das Buch wurde bald nach seiner Veröffentlichung zum Bestseller sowohl im Vereinigten Königreich als auch in den USA. Bereits 1947 war eine erste Radioversion für den englischen Kinderfunk entstanden. Zuletzt richtete der britische Radiosender BBC Radio 4 Ballet Shoes für eine 140-minütige Hörspielfassung (1999) ein, die heute als CD erhältlich ist.
Moira Shearer, die zeitlebens aufgrund der Hauptrolle in dem Ballettfilm Die roten Schuhe (1948) selbst häufig „Red Shoes“ genannt wurde, wurde 1979 von einer Plattenfirma ausgewählt, Ballet Shoes für die erste Hörbuch-Fassung zu lesen. An dieser arbeitete Streatfeild noch selbst mit. Später lasen das Buch noch Jan Francis (1987) und Harriet Walter für Kassetten oder CDs.
Mary Noel Streatfeild selbst ließ ihren Ballet Shoes, noch weitere „Shoes books“ folgen, z. B. Theatre Shoes, Dancing Shoes, Tennis Shoes, Party Shoes oder auch White Boots. Auf diesen Umstand bezieht sich in dem Film E-m@il für Dich (1998) eine Szene, die dem unkundigen Publikum wie ein Gag vorkommen muss: Meg Ryan rät in der Rolle einer Buchhändlerin einem Kunden versonnen: „Ich würde mit Ballet Shoes anfangen, das ist mein Lieblingsbuch, obwohl Skating Shoes auch ganz wundervoll ist.“
Tatsächlich ist für viele Engländer Streatfeild besonders aufgrund von Ballet Shoes eine Lieblingsautorin ihrer Kindheit. J. K. Rowling, die selbst die erfolgreichste Kinderbuchreihe aller Zeiten schrieb, bekannte einmal, dass sie sogar heute noch Ballet Shoes gern wieder liest.

## Auszeichnungen
- 1936: Nominierung für die Carnegie Medal
- 1948: Book which should always be in print laut Library Association
- 1975: Emmy für Outstanding Childrens Special für die TV-Fassung von 1975
- 1991: Children's Books of the Year laut Library of Congress